# Льюїс Генрі Мекін

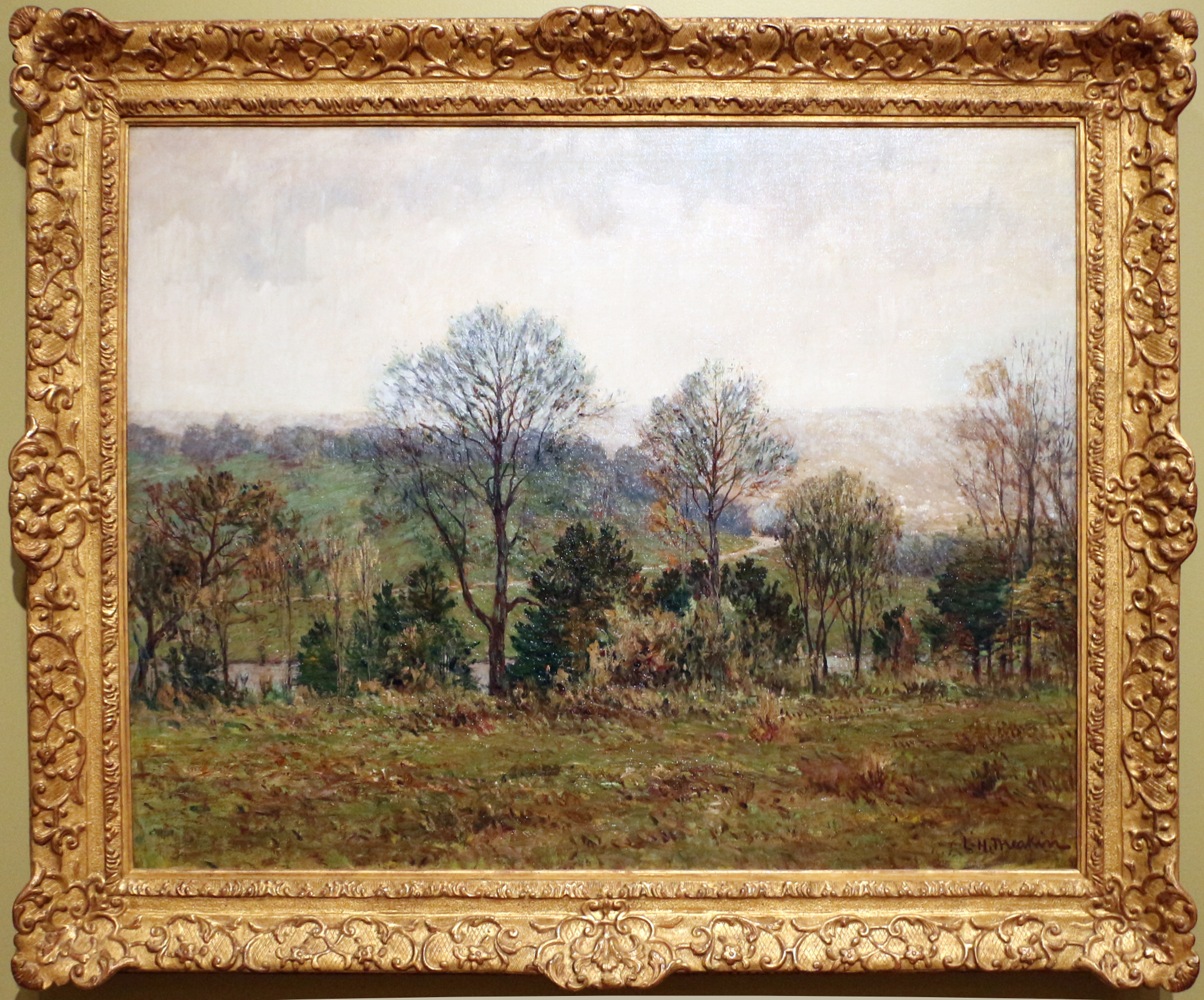
Парк Іден, Художній музей в Цинциннаті

Льюїс Генрі Мекін (12 липня 1850 р. — 4 серпня 1917 р.) — англо-американський імпресіоністський пейзажист.

## Біографія
Народився в Ньюкаслі, Англія, він переїхав до Сінціннаті, штат Огайо, з родиною в 1863 році. Після вивчення мистецтва в Європі він повернувся до Цинциннаті, де викладав в Академії мистецтв Цинциннаті.
З 1910 по 1912 рік він обіймав посаду президента художнього клубу в Цинциннаті, був куратором у Художньому музеї Цинциннаті з 1911 по 1917 рік, де сьогодні експонуються деякі його твори.